# Niżniekamsk
Niżniekamsk (ros. Нижнекамск) – miasto w Rosji (Tatarstan), nad Kamą. Liczy około 240 tys. mieszkańców (2020). Pierwsza zabudowa pojawiła się na początku lat 60. jako osiedle robotnicze dla załogi powstającej fabryki. Ogólny plan miasta zaczęto opracowywać w 1958 r. W 1961 r. rozpoczęto budowę miasta.

## Kultura
Kompleksowe Muzeum Miasta Niżniekamsk.
Centralny park miejski w Niżniekamsku.

## Nauka i oświata
Instytut Miejski w Niżniekamsku.
Oddział Wyższej Szkoły Zarządzania TISBI w Niżniekamsku.
Niżniekamski oddział Moskiewskiego Instytutu Humanistyczno-Ekonomicznego.
Niżnekamski Instytut Technologii Chemicznej (oddział) Kazańskiego Państwowego Uniwersytetu Technologicznego.
Niżnekamski Instytut Technologii Informacyjnych i Komunikacji (oddział) Kazańskiego Państwowego Uniwersytetu Technicznego im. A.N.Tupolewa.

## Gospodarka
Główne cechy budżetu miasta Niżniekamsk na rok 2010 zostały określone w następujący sposób: łączne dochody budżetu w wysokości 946 869 tys. rubli łączne wydatki budżetu w kwocie 946 869 tys. rubli.
Jeden z największych rosyjskich ośrodków przemysłu petrochemicznego, rafineryjnego i energetycznego znajduje się w obwodzie miejskim Niżniekamsk, który odpowiada za 23% produkcji przemysłowej w Tatarstanie i około 30% eksportu.
Przedsiębiorstwa kompleksu budowlanego wysłały towary własnej produkcji za 3,9 miliarda rubli. W 2008 roku Kamenergostroyprom wysłał towary własnej produkcji za 2,1 miliarda rubli.

## Populacja
| 1967   | 1970   | 1973   | 1975   | 1976   | 1979   | 1982   | 1985   | 1986   | 1987   | 1989   | 1990   | 1991   | 1992   | 1993   | 1994   | 1995   | 1996   | 1997   | 1998   |
| ------ | ------ | ------ | ------ | ------ | ------ | ------ | ------ | ------ | ------ | ------ | ------ | ------ | ------ | ------ | ------ | ------ | ------ | ------ | ------ |
| 38000  | 48988  | 74000  | 112000 | 112000 | 134199 | 150000 | 176000 | 175000 | 183000 | 190793 | 195000 | 196000 | 199000 | 203000 | 207000 | 211000 | 214000 | 213000 | 221000 |
| 1999   | 2000   | 2001   | 2002   | 2003   | 2004   | 2005   | 2006   | 2007   | 2008   | 2009   | 2010   | 2011   | 2012   | 2013   | 2014   | 2015   | 2016   | 2019   | 2021   |
| 222000 | 223400 | 226100 | 225399 | 225400 | 226600 | 227000 | 226900 | 226600 | 226400 | 226558 | 234044 | 234088 | 234928 | 235407 | 235605 | 235448 | 236197 | 238879 | 240020 |

## Sport
- Nieftiechimik Niżniekamsk – klub hokejowy

- Nieftiechimik Niżniekamsk – klub piłkarski

## Galeria

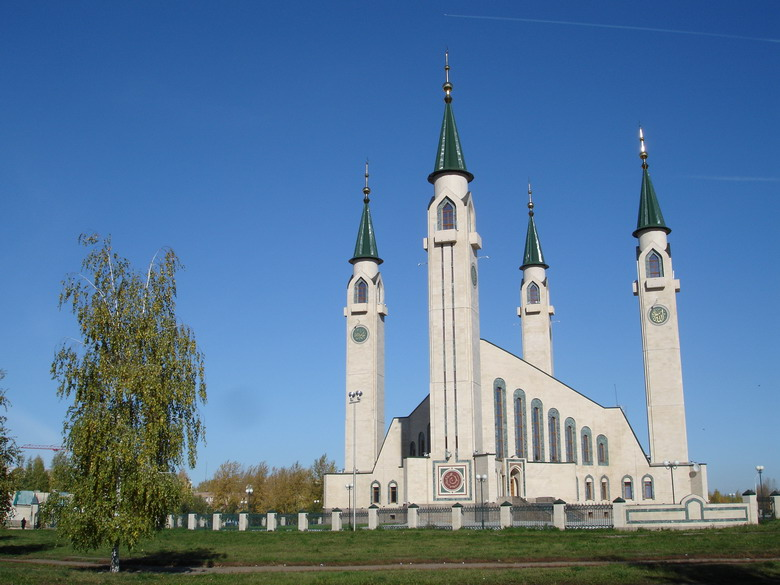
Meczet katedralny w Niżniekamsku
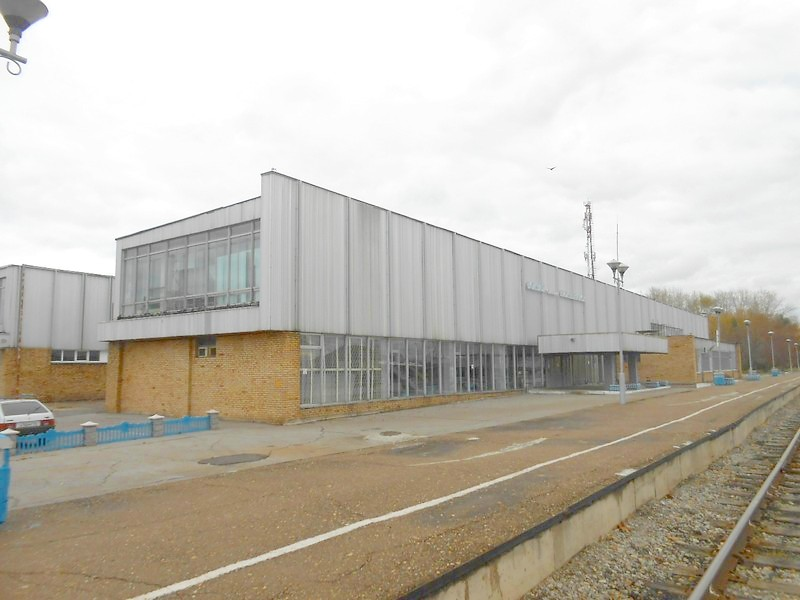
Dworzec
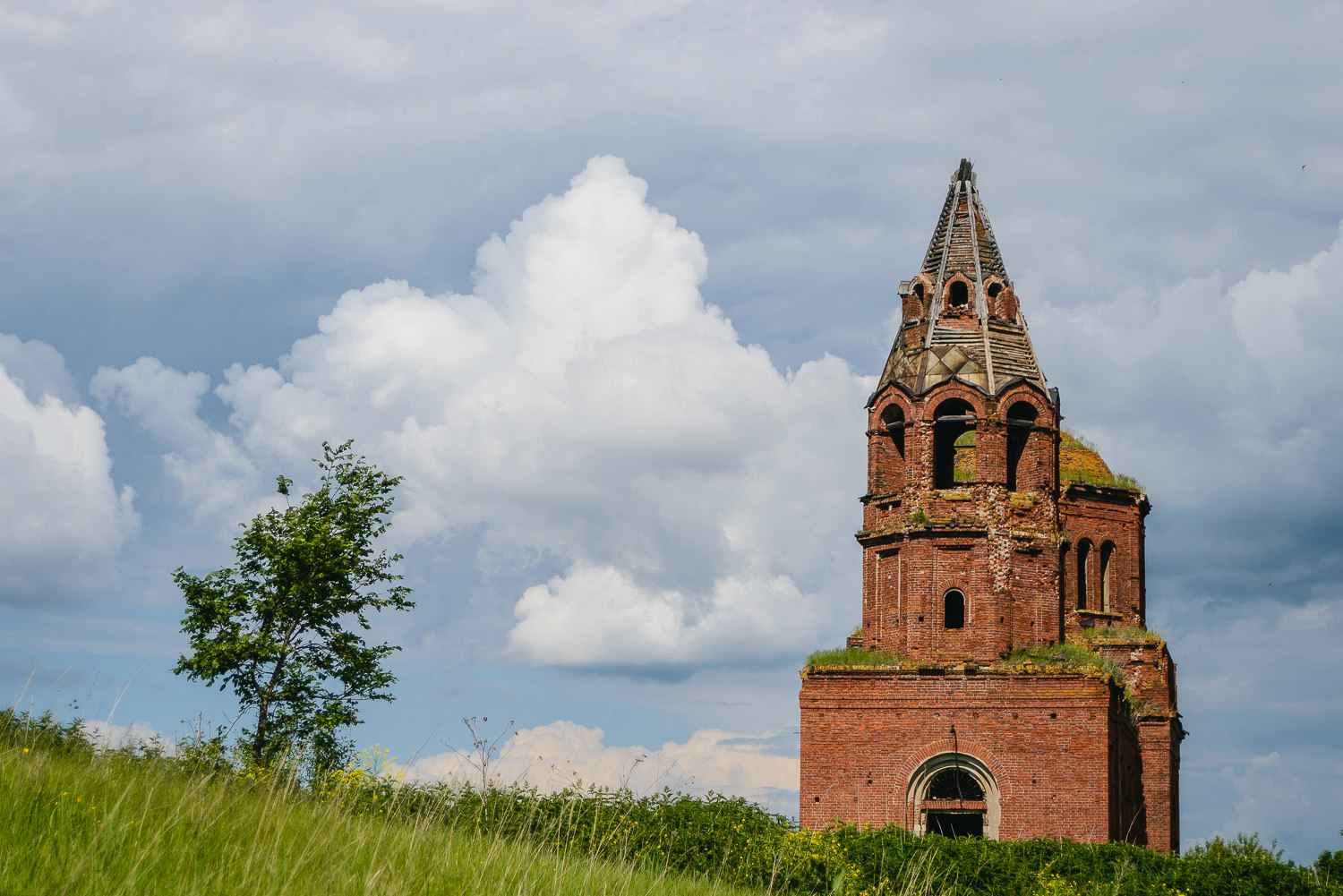
Cerkiew Sretenskaja